# Thermonotus cylindricus
Thermonotus cylindricus là một loài bọ cánh cứng trong họ Cerambycidae.